# Velsen-Noord
Velsen-Noord is een dorp in de gemeente Velsen, in de provincie Noord-Holland. Velsen-Noord is de enige bewoonbare kern van de gemeente Velsen ten noorden van het Noordzeekanaal. Aan de overkant van het kanaal ligt het oorspronkelijke dorp Velsen, dat sinds 1920 Velsen-Zuid heet. De verbinding tussen Velsen-Noord en de rest van Velsen geschiedt via de pont, de Velsertunnels en de sluizen. Staalfabriek Tata Steel, voorheen Corus, voorheen Koninklijke Hoogovens, staat deels in het dorp. Per 1 januari 2023 telde Velsen-Noord 5.470 bewoners.

## Geschiedenis

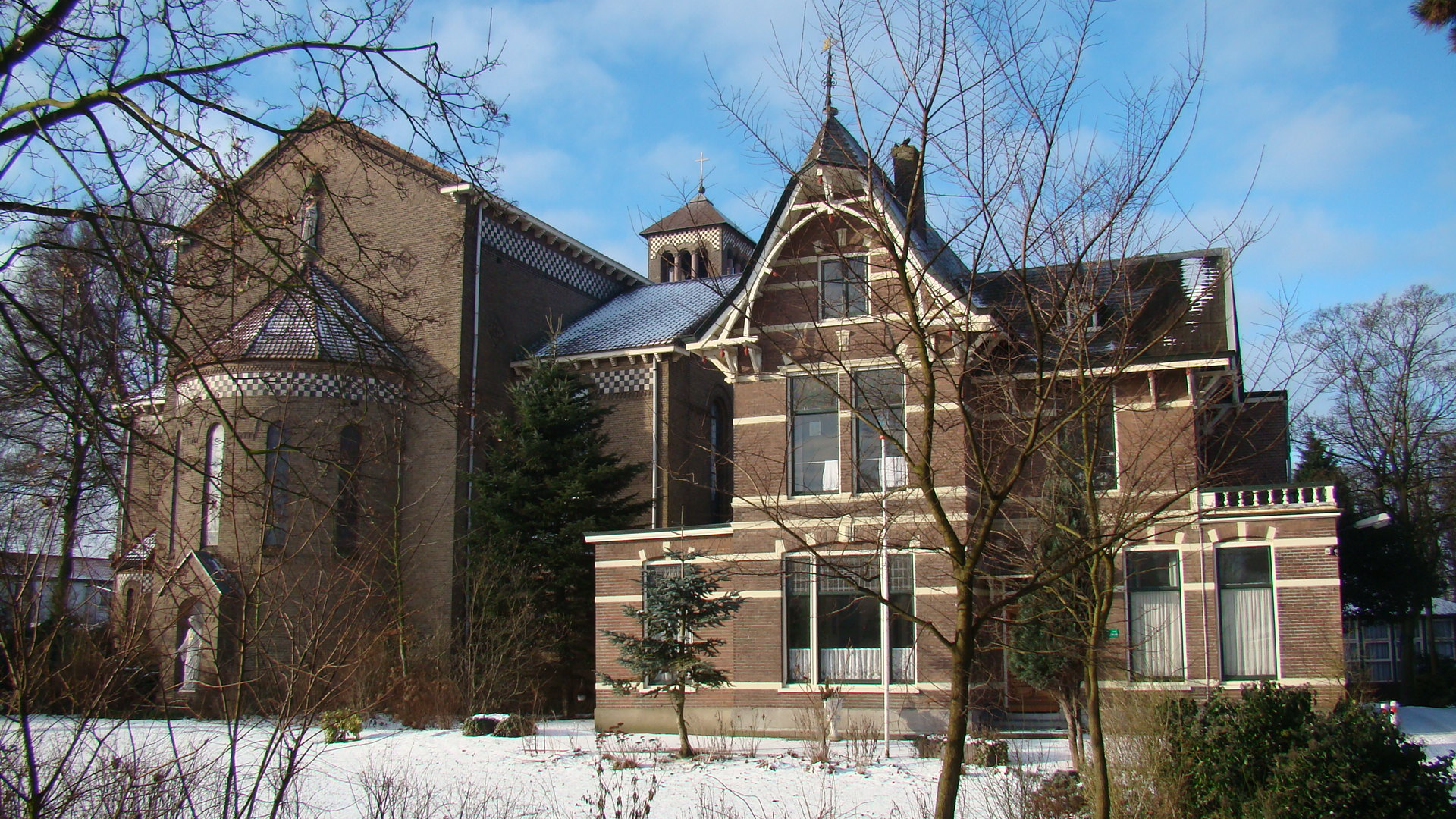
Sint-Jozefkerk te Velsen-Noord

Bij de aanleg van het Noordzeekanaal tussen 1865 en 1876 werd het oorspronkelijk Romeinse dorp Velsen in tweeën gesplitst, namelijk in Wijkeroog (ten noorden van het kanaal) en Velsen (ten zuiden) en onderling verbonden met de Velservoetbrug.
Toen de gemeente Beverwijk (ten noorden van Wijkeroog) rond 1920 plannen maakte om de omliggende dorpen Wijk aan Zee, Wijk aan Duin (gemeente Wijk aan Zee en Duin) en Wijkeroog (gemeente Velsen) te annexeren, vergat Beverwijk echter de gemeente Velsen hierbij te betrekken. Toen Velsen lucht kreeg van deze plannen veranderde het de naam van het dorp Wijkeroog (vernoemd naar een vroegere buitenplaats) in Velsen-Noord (en Velsen in Velsen-Zuid) om duidelijk te laten merken dat het dorp toch écht bij de gemeente Velsen hoorde.

## Geboren in Velsen-Noord
- Peter Jan Rens (1950), acteur, televisiepresentator en schrijver
- Theo Reitsma (1942), sportcommentator
- Danny Mühl (1998), voetballer

## Sport en recreatie
Velsen-Noord is tevens bekend als golfsurf-, windsurf- en kitesurfplaats.
Door de plaats loopt de Europese wandelroute E9, ter plaatse ook Noordzeepad of Hollands Kustpad geheten.